# Schermützelsee
Schermützelsee er en sø i i Landkreis Märkisch-Oderland i den tyske delstat Brandenburg. Den ligger ved byen of Buckow nordvest for Müncheberg og 45 km øst for centrum af Berlin. Med et areal på 1,37 km² er det den største sø i bakkelandet „Märkische Schweiz“ og en del af Naturpark Märkische Schweiz.
Schermützelsee ligger 26,5 moh. og har en maksimumdybde på 38 m; Den får vand fra Sophienfließ og fra grundvandet. Der går en omkring 7,5 kilomer lang vandresti rundt om Schermützelsee.
På den nordøstlige bred har der siden 1911 ligget  „Strandbad Buckow“, et offentlig badested med udspringstårn, café og udlejning af robåde. Passagerbåden „MS Scherri“ har sejlet på søen siden 1992. den blev bygget i 1879 på Reiherstiegwerft i Hamburg. Den hed først „Reiher“ og sejlede da på Alster.
På østbredden ligger  „Brecht-Weigel-Haus“. Bertolt Brecht og Helene Weigel arbejdede i sommerhuset fra 1952 (og Weigel alene efter Brechts død i 1956). Siden 1977 har huset været museum og mindested for kunstnerparret.